# FIBA Europapokal der Landesmeister 1985/86
Die Saison 1985/86 war die 29. Spielzeit des FIBA Europapokal der Landesmeister, der von der FIBA Europa veranstaltet wurde.
Den Titel gewann zum zweiten Mal KK Cibona Zagreb aus Jugoslawien.

## Modus
Es nahmen die 24 Meister der nationalen Ligen sowie der Titelverteidiger teil. Die Sieger der Spielpaarungen der ersten und zweiten Runde wurden in Hin- und Rückspiel ermittelt. Entscheidend war das gesamte Korbverhältnis beider Spiele.
Die Sieger der zweiten Runde erreichten die Gruppenphase, in der die sechs verbliebenen Mannschaften um den Einzug ins Finale kämpften. Das Finale wurde in einem Spiel an einem neutralen Ort ausgetragen.

## Qualifikationsrunde
- Hinspiel: 19. September 1985
- Rückspiel: 26. September 1985

|                  | Gesamt  |                   | Hinspiel | Rückspiel |
| ---------------- | ------- | ----------------- | -------- | --------- |
| Partizani Tirana | 162:175 | Aris Thessaloniki | 81:80    | 81:95     |

## 1. Runde
- Hinspiele: 3. Oktober 1985
- Rückspiele: 10. Oktober 1985

|                      | Gesamt  |                     | Hinspiel | Rückspiel |
| -------------------- | ------- | ------------------- | -------- | --------- |
| Neptune BK           | 178:182 | BK Klosterneuburg   | 84:99    | 94:83     |
| Galatasaray Istanbul | 203:231 | KK Cibona Zagreb    | 97:110   | 106:121   |
| Honvéd Budapest      | 151:162 | Fribourg Olympic    | 84:80    | 67:82     |
| Real Madrid          | 151:137 | Murray Edinburgh    | 75:65    | 76:72     |
| Solna IF             | 182:201 | Nashua Den Bosch    | 95:93    | 87:108    |
| Kingston London      | 185:232 | Maccabi Tel Aviv    | 93:112   | 92:120    |
| AEL Limassol         | 113:202 | Tscherno More Warna | 49:121   | 64:81     |
| Inter Slovnaft       | 167:229 | Žalgiris Kaunas     | 97:123   | 70:106    |
| NMKY Helsinki        | 183:166 | KKS Zagłębie        | 91:81    | 92:85     |
| Simac Milano         | 233:122 | T71 Dudelange       | 116:48   | 117:74    |
| Bayer 04 Leverkusen  | 148:182 | Aris Thessaloniki   | 76:93    | 72:89     |
| Limoges CSP          | 177:171 | Sunair Ostende      | 87:78    | 90:93     |

## 2. Runde
- Hinspiele: 31. Oktober 1985
- Rückspiele: 7. November 1985

|                     | Gesamt  |                  | Hinspiel | Rückspiel |
| ------------------- | ------- | ---------------- | -------- | --------- |
| BK Klosterneuburg   | 153:183 | KK Cibona Zagreb | 83:98    | 70:85     |
| Fribourg Olympic    | 149:173 | Real Madrid      | 68:84    | 81:89     |
| Nashua Den Bosch    | 181:216 | Maccabi Tel Aviv | 95:113   | 86:103    |
| Tscherno More Warna | 152:222 | Žalgiris Kaunas  | 87:125   | 65:97     |
| NMKY Helsinki       | 182:207 | Simac Milano     | 92:106   | 90:101    |
| Aris Thessaloniki   | 176:186 | Limoges CSP      | 89:81    | 87:105    |

## Gruppenphase
Bei Punktgleichheit zweier oder dreier Teams entschied nicht das Korbverhältnis, sondern der direkte Vergleich untereinander.
| - 1. Spieltag: 5. Dezember 1985 - 2. Spieltag: 12. Dezember 1985 - 3. Spieltag: 9. Januar 1986 - 4. Spieltag: 16. Januar 1986 - 5. Spieltag: 23. Januar 1986 | - 6. Spieltag: 30. Januar 1986 - 7. Spieltag: 20. Februar 1986 - 8. Spieltag: 27. Februar 1986 - 9. Spieltag: 6. März 1986 - 10. Spieltag: 13. März 1986 |

### Gruppe Top 6
| Team                | Sp | S | N | P+  | P-   |
| ------------------- | -- | - | - | --- | ---- |
| 1. KK Cibona Zagreb | 10 | 7 | 3 | 977 | 933  |
| 2. Žalgiris Kaunas  | 10 | 7 | 3 | 931 | 915  |
| 3. Simac Milano     | 10 | 6 | 4 | 881 | 837  |
| 4. Real Madrid      | 10 | 5 | 5 | 944 | 906  |
| 5. Maccabi Tel Aviv | 10 | 4 | 6 | 907 | 946  |
| 6. Limoges CSP      | 10 | 1 | 9 | 910 | 1013 |

## Finale
Das Endspiel fand am 3. April 1986 in Budapest statt.
|                  | Ergebnis |                 |
| ---------------- | -------- | --------------- |
| KK Cibona Zagreb | 94:82    | Žalgiris Kaunas |

- Final-Topscorer:  Arvydas Sabonis (Žalgiris Kaunas): 27 Punkte